# Ius respondendi
Lo ius publice respondendi è il diritto di dare pubblicamente responsi collegati all'autorità imperiale. Le fonti riportano che sia stato l'imperatore Augusto ad introdurre lo ius respondendi; egli stesso si riservava di segnalare i giuristi meritevoli, perché risaltasse meglio la loro autorità a scapito dei meno validi, ponendo nel contempo alcune regole formali per l'utilizzazione in giudizio dei responsi, che dovevano essere prodotti in documenti sigillati dal giurista, onde evitare l'utilizzazione di responsa non veritieri.
Tale innovazione, giustificata dalla necessità di porre rimedio ad abusi della pratica, conduce all'esercizio di un potere di controllo dell'imperatore sulla giurisprudenza, giacché i giuristi devono in qualche modo subordinarsi all'imperatore per ottenere il privilegio che li fa partecipi della sua auctoritas. Anche se l'attività giurisprudenziale resta formalmente libera, per i giuristi non muniti di ius respondendi essa si risolve in una elaborazione scientifica che solo indirettamente fa diritto. Davanti al giudice varranno i responsa «di coloro a cui fu consentito fare diritto» (Gaio, Institutiones, 1.7).